# Бенсон, Стивен Аллен
Стивен Аллен Бенсон (англ. Stephen Allen Benson; 21 мая 1816, Мэриленд, США — 24 января 1865, Гранд-Баса, Либерия) — второй президент Либерии с 1856 по 1864 год.

## До президентства
Бенсон родился в 1816 году в Мэриленде, США. В 1822 году его семья иммигрировала в поисках лучшей жизни в новообразовавшуюся Либерию. Через некоторое время колония была захвачена африканскими аборигенами, и Бенсоны несколько месяцев провели в плену.
Стивен показал себя успешным деятелем. В 1835 году он устроился работать в милицию, а уже в 1842 году он становится уполномоченным колониальным консулом. В 1847 году, после провозглашения независимости Либерии, он становится судьёй.

## Президентство
В 1853 году Бенсон становится вице-президентом при Джозефе Дженкинсе Робертсе, а в 1856 году принимает от него пост президента. В 1857 году он аннексировал соседнюю Республику Мэриленд.
В 1862 году Либерия была признана США, и в этом же году Стивен Аллен Бенсон посетил с визитом Европу. В отличие от своих предшественников, Бенсон знал языки туземных племён и сумел наладить с ними сотрудничество.
После завершения срока президентства он вернулся на свою плантацию в округе Гранд-Баса, где год спустя скончался.